# Luciano Gruppi
Luciano Gruppi (Torino, 8 novembre 1920 – Albano Laziale, 19 agosto 2003) è stato un politico, scrittore e filosofo italiano.

## Biografia
Appena laureato in filosofia nel 1943 si iscrisse al Partito comunista italiano clandestino, dopo un'iniziale militanza in Giustizia e Libertà. Partecipò alla Resistenza nelle file dei GAP e, dopo il 25 aprile, fu nominato responsabile della Commissione giovanile della Federazione comunista torinese.
Ricoprì successivamente le più alte cariche nel Partito (Responsabile della Federazione e capogruppo in consiglio comunale a Torino, membro del Comitato centrale e della Commissione centrale di controllo, direttore dell'Istituto di studi comunisti). Nel 1999 uscì dal PDS e aderì a Rifondazione Comunista. Autore di decine di contributi su Rinascita e Critica marxista e di numerose opere teoriche, raccolse una nutrita biblioteca lasciata dagli eredi al Centro di documentazione presso la Biblioteca San Giorgio di Pistoia.

## Opere principali
- Socialismo e democrazia: la teoria marxista dello stato, Milano, Edizioni del Calendario, 1969
- Il pensiero di Lenin, Roma, Editori Riuniti, 1970
- Il concetto di egemonia in Gramsci, Roma, Editori Riuniti-Istituto Gramsci, 1972
- Togliatti e la vita italiana al socialismo, Roma, Editori Riuniti, 1974
- Storicità e marxismo, Roma, Editori Riuniti, 1976
- La dialettica materialistica della storia: avvio allo studio, Roma, Editori Riuniti, 1978
- Socialismo e democrazia, Milano, Teti, 1978
- La teoria del partito rivoluzionario, Roma, Editori Riuniti, 1980
- Testimonianze di un postero, Edlit, 1992